# Atlanta United 2
Atlanta United 2 é um clube de futebol da cidade de Lawrenceville, Georgia. A equipe é uma subdivisão do Atlanta United.

## História
No dia 14 de novembro de 2017 foi anunciado que o Atlanta United lançaria seu próprio time na USL. No dia 9 de janeiro de 2018 foi anunciado o nome, Atlanta United 2, assim como o escudo. O clube estreia na USL em 2018.